# Бёюк-Галадараси
Бёюк-Галадараси (азерб. Böyük Qaladərəsi), до 1992 года — Метсгаладараси или Мецкаладереси (азерб. Metsqaladərəsi, Метсгаладәрәси) — село в Шушинском районе Азербайджана, является центром Галадарасинского сельского административно-территориального округа.

## География
Село Бёюк-Галадараси является центром Галадарасинского сельского административно-территориального округа Шушинского района, при этом в состав этого сельского административно-территориального округа входит также и село Кичик-Галадараси. Через село проходит дорога, ведущая из города Ханкенди в Армению, проложенная в 2022 году как альтернатива бывшему Лачинскому коридору.

## История
Бёюк-Галадараси — одно из старейших сёл Карабаха, известное монастырём Св. Пантелеона, построенным в XVII веке и названным в честь сельского врача, спасшего множество жизней.
В советский период село входило в состав Шушинского района, который, в свою очередь, входил в состав Нагорно-Карабахской автономной области (НКАО) Азербайджанской ССР.
2 сентября 1991 года на совместной сессии Нагорно-Карабахского областного и Шаумяновского районного Советов народных депутатов была принята Декларация о провозглашении Нагорно-Карабахской Республики (НКР) в границах НКАО и сопредельного Шаумяновского района Азербайджанской ССР.
26 ноября 1991 года Верховный Совет Азербайджанский Республики принял закон об упразднении НКАО, согласно которому, среди прочего, Шушинский район был включён в число районов республиканского подчинения.
В мае 1991 года всё население села было депортировано в рамках операции «Кольцо». В мае 1992 года армянские вооружённые формирования установили контроль над селом, после чего его жители вернулись сюда. С установлением контроля над селом армянскими вооружёнными формированиями, село попало под контроль непризнанной НКР.
Решением Милли Меджлиса Азербайджанской Республики от 29 декабря 1992 года село Мецгаладараси было переименовано в Бёюк-Галадараси. Согласно административно-территориальному делению НКР село называлось Мец Шен (арм. Մեծ Շեն) и входило в состав Шушинского района НКР.
После возобновившихся боевых действий и заявления о прекращении огня, подписанного в ночь с 9 по 10 ноября 2020 года, село оставалось под контролем армянских вооружённых формирований. 14 декабря, согласно заявлению армянской стороны, Вооружённые силы Азербайджана подошли вплотную к селу Бёюк-Галадараси и взяли под контроль единственную дорогу, связывающую соседнее село Кичик-Галадараси с трассой Лачын — Шуша и ведущей к селу. Источник в службе безопасности НКР сообщил, что оба села полностью окружены азербайджанскими войсками. Вечером в сёла, по словам источника, прибыли российские миротворцы и установили там новый наблюдательный пункт. Население Бёюк-Галадараси покинуло село. В начале февраля 2021 года, по словам руководителя общины, сельская школа оставалась закрытой, а возвращение населения затруднялось тем, что армянские солдаты, оборонявшие село, подвергли его мародёрству.
В результате боевых действий 19—20 сентября 2023 года, село вернулось под контроль Азербайджана.

## Население и экономика
Согласно Кавказскому календарю на 1910 год, население села к 1908 году составляло 3900 человек, в основном армян. К началу 1914 года — 1130 жителей, также преимущественно армяне.
По состоянию на 1 января 1933 года в селе проживало 1176 человек (245 хозяйств), все — армяне.
До начала 44-дневной войны в селе Бёюк-Галадараси проживало около 120 человек, которые занимались земледелием, скотоводством и пчеловодством. Всеармянский фонд «Айастан» на средства, выделенные благотворителями из Ливана и Армении, возводила в селе двухэтажное здание центра сельской общины, где планировалось разместить администрацию села, медицинский пункт, библиотеку и зал торжеств.